# Дифузна туманність

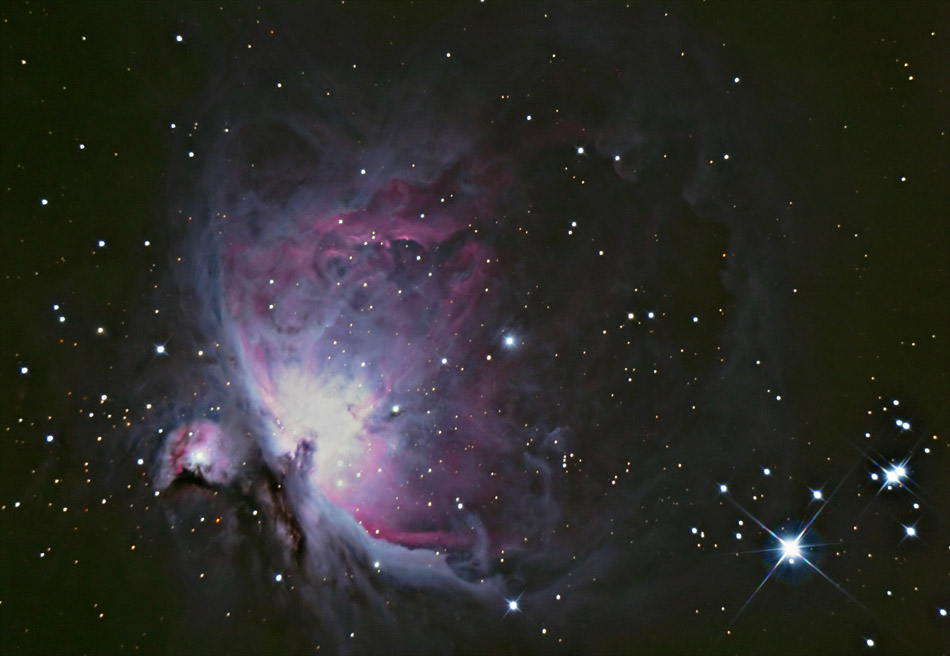
Туманність Оріона, відома відбивна туманність.

Дифу́зна (сві́тла) тума́нність — загальний термін в астрономії, що вживається на позначення туманностей, що випромінюють світло. Існує три типи дифузних туманностей: відбивна туманність, емісійна туманність і залишки наднової. 